# Nivola
Nivola es el neologismo creado por Miguel de Unamuno para referirse a sus propias creaciones de ficción narrativa, para representar su distancia con respecto a la novela realista imperante a finales del siglo XIX.

## Origen del términonivola
El término nivola aparece por primera vez como subtítulo de la obra Niebla, del propio Unamuno. Con esta denominación, el escritor quería expresar su rechazo hacia los principios dominantes en la novela realista: la caracterización psicológica de los personajes, la ambientación realista, la narración omnisciente en tercera persona...
Así lo hace constar en el prólogo de Niebla:

«[...] He oído también contar de un arquitecto arqueólogo que pretendía derribar una basílica del siglo X, y no restaurarla, sino hacerla de nuevo como debió haber sido hecha y no como se hizo. Conforme a un plano de aquella época que pretendía haber encontrado. Conforme al proyecto del arquitecto del siglo X. ¿Trompeta? Desconocía que las basílicas se han hecho a sí mismas saltando por encima de los planos, llevando las manos de los edificadores. También de una novela, como de una epopeya o de un drama, se hace un plano; pero luego la novela, la epopeya o el drama se imponen al que se cree su autor. O se le imponen los agonistas, sus supuestas criaturas. Así se impusieron Luzbel y Satanás, primero, y Adán y Eva, después, a Jehová. ¡Y esta sí que es nivola, u opopeya o trigedia! Así se me impuso Augusto Pérez. Y esta trigedia la vio, cuando apareció esta mi obra, entre sus críticos, Alejandro Plana, mi buen amigo catalán. Los demás se atuvieron, por pereza mental, a mi diabólica invención de la nivola. Esta ocurrencia de llamarle nivola –ocurrencia que en rigor no es mía, como lo cuento en el texto– fue otra ingenua zorrería para intrigar a los críticos. Novela y tan novela como cualquiera otra que así sea. Es decir, que así se llame, pues aquí ser es llamarse. ¿Qué es eso de que ha pasado la época de las novelas? ¿O de los poemas épicos? Mientras vivan las novelas pasadas vivirá y revivirá la novela. La historia es resoñarla».

Y más adelante, ya en la novela, en el capítulo XVII, da la siguiente etimología en la voz de Augusto Pérez:
«Niebla». «—Pues le he oído contar a Manuel Machado, el poeta, el hermano de Antonio, que una vez le llevó a don Eduardo Benot, para leérselo, un soneto que estaba en alejandrinos o en no sé qué otra forma heterodoxa. Se lo leyó y don Eduardo le dijo: «Pero ¡eso no es soneto! ...» «No, señor —le contestó Machado—, no es soneto, es... sonite. » Pues así con mi novela, no va a ser novela, sino... ¿cómo dije?, navilo... nebulo, no, no, nivola, eso es, ¡nivola! Así nadie tendrá derecho a decir que deroga las leyes de su género... Invento el género, a inventar un género no es más que darle un nombre nuevo, y le doy las leyes que me place. ¡Y mucho diálogo!»
Niebla narra la historia de Augusto Pérez, un personaje solitario, filosófico y melancólico, que dedica su tiempo a pasear y reflexionar junto con su perro Orfeo. Augusto se enamorará de Eugenia, personaje idealizado como la Dulcinea de Don Quijote, y dedicará sus esfuerzos a intentar conquistarla. El pasaje más famoso de la novela se sitúa hacia el final de la misma, cuando el personaje principal decide enfrentarse a su autor, Miguel de Unamuno, y consultarle sobre su destino. El encuentro degenerará en un enfrentamiento en el que el autor decide matar a su personaje, el cual, efectivamente, morirá unas páginas más tarde.
En el prólogo-epílogo de la segunda edición de Amor y pedagogía define las nivolas como «relatos dramáticos acezantes, de realidades íntimas, entrañadas, sin bambalinas ni realismos en que suelen faltar la verdadera, la eterna realidad, la realidad de la personalidad».

## Características de lasnivolas
Las nivolas se caracterizan con los siguientes rasgos:
- Al igual que en su obra poética y dramática, las nivolas de Unamuno dan prioridad al contenido sobre la forma. De hecho, novelas como Amor y pedagogía se encuentran cerca del género de la novela de tesis, cultivado por Pérez Galdós o Blasco Ibáñez, entre otros.
- Escaso desarrollo psicológico de los personajes: los personajes de las nivolas suelen estar caracterizados por un único rasgo de su personalidad, lo que los convierte en «personajes planos», frente a los «personajes redondos», con muchas facetas, que predominan en las novelas realistas. Los protagonistas de Niebla, Amor y pedagogía o Abel Sánchez son encarnaciones de una idea o una pasión, que les impedirá relacionarse con el mundo con normalidad.
- Gestación «vivípara»: en palabras del propio Unamuno, frente a la lenta y progresiva producción de las novelas realistas («gestación ovípara»), a sus nivolas les corresponde una gestación «vivípara», es decir, un nacimiento apresurado y no precedido de una larga época de preparación, documentación y planificación.

## Otras muestras del género
Además de Niebla, pueden clasificarse dentro del género de la nivola las obras Abel Sánchez, Amor y pedagogía y La tía Tula. Es más discutible la adscripción de San Manuel Bueno, mártir a este género unamuniano, ya que esta obra cumple en mayor medida con los principios tradicionales de la novela psicológica, con un mayor desarrollo psicológico y una ambientación más cuidada, por lo que ha sido considerada como la obra cumbre de la narrativa de Miguel de Unamuno.